# 1er mai 2011
Le dimanche 1er mai 2011 est le 121e jour de l'année 2011.

## Décès
- Agustín García-Gasco (né le 12 février 1931), prélat catholique
- Anne-Marie Coutrot (née le 21 mai 1923), journaliste française
- Anny Rüegg (née en 1912), skieuse alpine suisse
- Georges Dambier (né le 5 avril 1925), photographe et portraitiste français
- Henry Cooper (né le 3 mai 1934), boxeur anglais
- Ivan Slavkov (né le 11 mai 1940), dirigeant sportif bulgare
- Janine Mitaud (née le 17 juin 1921), poétesse française
- Jeffrey Russell Hall (né en 1979), néo nazi américain
- Joseph Heckel (né en 1922), joueur de football français
- Pierre Bernard (né le 1er novembre 1931), homme politique français, député européen

## Événements
- La photographie The Situation Room est prise
- Béatification de Jean-Paul II par le Pape Benoît XVI
- Sortie du jeu d'ambiance Cards Against Humanity
- Sortie du jeu vidéo Cart Life
- Fin de Championnats du monde de patinage artistique 2011
- Sortie de l'album Destroyed de Moby
- Création de la distribution Emmabuntüs
- Extreme Rules (exhibition de catch)
- Sortie de la nouvelle Herman Wouk est toujours en vie de Stephen King
- Sortie de la chanson I Can du groupe Blue
- Sortie de l'épisode La Vraie Femme de Gros Tony des Simpsons
- Sortie du jeu vidéo Le Chien des Baskerville
- Sortie de l'épisode Lord Snow de la série télévisée Game of Thrones
- Début du mouvement étudiant chilien de 2011
- Création de la société française Netatmo
- Parution de Rock'n philo
- Fin du Tour de Romandie 2011
- Sortie de la chanson Where Them Girls At de David Guetta
- Création de la société américaine Xamarin